# Ньюпорт, Алекс
Алекс Ньюпорт (англ. Alex Newport, 12 сентября 1970, Вулвергемптон, Англия) — английский музыкальный продюсер, звукорежиссёр и композитор, в настоящее время работающий в Лос-Анджелесе. Играл в таких коллективах, как Fudge Tunnel, Nailbomb и Theory of Ruin, в которых выполнял роль вокалиста и гитариста.

## Биография
Ньюпорт родился в английском городе Вулвергемптоне, и вырос в районе Мидлендс. В настоящее время он живёт в Лос-Анджелесе и является владельцем студии звукозаписи Future Shock. Ньюпорт был одним из основателей британской сладж-метал/нойз-рок-группы Fudge Tunnel и индастриал-метал-проекта Nailbomb.
После продюсирования записей для At the Drive-In (альбомы In/Casino/Out (1998) и Vaya (1999)) и The Mars Volta (Tremulant (2002)), помимо проектов с Knapsack, Samiam и Death Cab For Cutie, Ньюпорт стал востребованным продюсером.
Его работа с Death Cab for Cutie была номинирована на Грэмми, а в 2011 году он начал работать с канадским певцом и автором песен Далласом Грином, получившим премию Джуно, известным также как City And Color. В феврале 2011 года Ньюпорт спродюсировал альбом Little Hell для City And Colour, который был полностью записан и сведен на аналоговой пленке. В 2013 году за ним последовал The Hurry and the Harm — их второй альбом подряд, который достиг 1 места в канадских чартах и попал в двадцатку лучших альбомов Billboard в США.
Он также свёл и исполнил партии бас-гитары в альбоме совместного проекта City and Color и Пинк под названием You+Me, а также принимал участие в сведении альбома нового проекта басиста Foo Fighters Нейта Менделя, Lieutenant.
В 2013 году Ньюпорт спродюсировал альбом британской инди-рок-группы Bloc Party под названием Four, который занял третью позицию в чарте UK Albums Chart. Другие известные случаи продюсирования включают работу с The Sounds, Фрэнком Тёрнером, The Mountain Goats, Two Gallants и токийской группой Polysics, сведение для группы Weaves из Торонто, продюсирование и сведение дебютного альбома для Tigercub, а также продюсирование и сведение дебютного альбома совместного проекта Bleached и Moaning Sub Pop.
В 2019 году Ньюпорт спродюсировал и свёл дебютный альбом для Drew Thomson Foundation из Торонто, а также второй полноформатный альбом Moaning Sub Pop и новый альбом Мэтта Коста для Dangerbird Records.
Он также поёт и выступает в группе Red Love вместе с Мэттом Тонгом (ex-Bloc Party) — их дебютный альбом был выпущен в феврале 2017 года.
Ньюпорт сочинил и исполнил саундтрек для научно-фантастического фильма «Интерпретаторы» (Archetype Pictures), который был выпущен в мае 2020 года.

## Совместные работы
- At The Drive-In
- Bloc Party
- Bleached
- Brazil
- City And Colour
- Codeseven
- Dead To Me
- Death Cab for Cutie (сведение)
- Does It Offend You, Yeah?
- Eskimo
- The Extra Lens
- Fact (сведение)
- Fizzy Blood
- Fleshies
- Фрэнк Тёрнер
- Fudge Tunnel (продюсер и участник группы)
- godheadSilo
- The Icarus Line
- Ikara Colt
- Japanese Voyeurs (сведение)
- Джонни Форейнер
- Knapsack
- New Language
- Male Bonding
- Мэтт Коста
- The Mars Volta
- Me First and the Gimme Gimmes
- Meet Me in St. Louis
- The Mountain Goats
- Melvins
- Nailbomb (продюсер и участник группы)
- Нейт Мендел
- No Devotion
- O'Death
- Омар Альфредо Родригес-Лопес
- PAPA
- Panthers
- Peggy Sue
- Piebald (сведение)
- Pissed Jeans
- Polysics
- Рэйчел Серманни
- Red Love (продюсер и участник группы)
- RHEA
- Samiam
- 65daysofstatic (сведение)
- So Many Dynamos (сведение)
- Team Spirit (сведение)
- Tigercub
- The By Gods
- The Computers (сведение)
- The Mountain Goats
- The Sounds
- The Telephones
- Two Gallants
- Weaves (сведение)
- Grace Woodroofe
- You+Me (сведение)
- Young Legionnaire (сведение)